# Van Barfoot
 (septembre 2022).
Van Barfoot, né le 15 juin 1919 à Edinburg, dans le Mississippi et mort le 2 mars 2012 à Richmond, est un soldat de l’United States Army décoré de la Medal of Honor pour ses actions pendant la Seconde Guerre mondiale. Étant d’origine Chactas, il est considéré comme faisant des cinq autochtones d’Amérique à avoir reçu cette distinction, bien qu’il n’ait pas lui-même revendiqué son appartenance à cette nation.

## Biographie
Van Thomas Barfoot (ou Van Thurman) naît le 15 juin 1919 à Edinburg dans l’État du Mississippi aux États-Unis d’Amérique. Bien qu’il soit d’origine Chactas et membre officiel de cette tribu, il ignore longtemps cet héritage dont ses parents ne lui parlent pas.
Barfoot s’engage dans l’United States Army en 1941 et est assigné à la 1st Infantry Division. Promu sergent en décembre 1941 il sert alors dans l’Amphibious Force Atlantic Fleet basée à Quantico. Après la désactivation de cette unité il est transféré au 157e régiment de la 45th Infantry Division, sélectionnée pour combattre en Europe. Il participe ainsi à l’invasion de la Sicile en juillet 1943, puis aux débarquements de Salerne et d’Anzio en septembre 1943 et janvier 1944.
En mai 1944, il se trouve près de Carano, où les Allemands ont installé d’importantes défenses. Après avoir mené de nombreuses patrouilles de nuit pour repérer les positions allemandes, son unité attaque le 23 mai. Barfoot ayant mémorisé l’emplacement des mines, il se porte volontaire pour diriger l’assaut à travers les champs de mines. Au cours de l’attaque il détruit trois mitrailleuses, tuant sept soldats allemands et capturant dix-sept autres. Quelques heures plus tard, alors que les Allemands contre-attaquent, Barfoot détruit un char au bazooka, puis mène à son tour une contre attaque qui permet d’infliger de lourdes pertes aux Allemands. Enfin, il évacue sous le feu deux de ses hommes gravement blessés en les transportant à pieds sur environ un kilomètre et demi.
Ses actions du 23 mai 1944 lui valent d’être immédiatement promu officier sur le champ de bataille et d’être recommandé pour la Medal of Honor. À sa demande, celle-ci ne lui est pas remise aux États-Unis, mais directement sur le front à Épinal le 28 septembre 1944 par le général Alexander Patch.
Après la Seconde Guerre mondiale, Barfoot sert dans l’aviation de l’armée de terre et devient pilote d’hélicoptère. Il effectue ainsi une trentaine de missions de combat pendant la guerre du Viêt Nam, avant de prendre sa retraite avec le grade de colonel en 1974. Il devient alors conseiller militaire pour la National Guard de Virginie. Dernier des cinq amérindiens décorés de la Medal of Honor encore en vie, Van Barfoot meurt le 2 mars 2012 à l’hôpital de Richmond des suites d’une chute à son domicile.

## Hommages
Plusieurs lieux sont nommés en l’honneur de Van Barfoot, notamment l’unité de soin aux patients atteints d’Alzheimer du Veteran’s Administration Center à Richmond, qui a été appelée Sitter and Barfoot Veterans Care Center. Une section de la State Highway 16 est également appelée depuis octobre 2009 Van T. Barfoot Medal of Honor Highway.
Le 24 mars 2023, Fort Pickett (en), une installation de la Army National Guard située près de Blackstone (Virginie) est renommée Fort Barfoot en son honneur.

## Décorations
- Medal of Honor ;
- Silver Star
- Bronze Star
- Purple Heart avec deux étoiles ;